# ヴォーカル・アンサンブル カペラ
ヴォーカル・アンサンブル カペラ（Vocal Ensemble Cappella）は、ルネサンス音楽を専門とする日本の声楽アンサンブル。1997年に花井哲郎によって設立され、1998年より現在の名称で演奏活動を続けている。主なレパートリーはグレゴリオ聖歌とルネサンス時代のフランドル楽派の宗教曲。
年間3プログラム程、15、16世紀フランドル楽派の音楽を主に典礼形式で定期演奏会を開催。演奏に際して、宗教曲はその曲が意図された典礼的枠組みの中で演奏されたときにその真価を最大に発揮できるとの音楽監督花井哲郎の考えから、通常の演奏会であっても教会という場でミサや晩課の形式を取り、グレゴリオ聖歌やラテン語による聖書朗唱などとポリフォニー楽曲をとりまぜたプログラムを組んでいる。演奏には15、16世紀に書かれた計量記譜法によるオリジナル譜を用い、ラテン語の発音も多くのフランドルの歌手達がそうしたと推定されるフランス的な方法で行う。
2002年にベルギーのアントワープ音楽祭、2007年にルクセンブルクのLes Journées du Chant Grégorien音楽祭に参加。2007年日本初のクラシック専門デジタル・ラジオ局OTTAVAのテーマ曲に起用される。2009年からジョスカン・デ・プレのミサ曲全集録音(レグルス・レーベル)を開始。2021年のジョスカン・デ・プレ没後500年までにルネサンス最高の天才と言われるジョスカン・デ・プレの宗教作品の全曲演奏を目指している。